# The Gift (2015)
The Gift ist ein US-amerikanischer Psychothriller aus dem Jahre 2015, der sich mit den Themen Mobbing, Rache und Sühne beschäftigt. Ein junges Ehepaar wird in einen Strudel aus Verdächtigungen gerissen, als ein früherer Bekannter des Ehemannes geheimnisvolle Geschenke macht und ein grausames Geheimnis aus der Vergangenheit aufgedeckt wird. Hauptdarsteller Joel Edgerton schrieb dafür das Drehbuch, führte Regie und war Produzent.

## Handlung
Simon und Robyn Callem, ein Ehepaar aus Chicago, ziehen in einen Vorort nach Los Angeles, als Simon einen neuen Job annimmt. Beim Einkaufen treffen sie Gordon „Gordo“ Moseley, Simons früheren Mitschüler. Gordon taucht daraufhin mehrmals beim Anwesen auf und macht ungebetene Geschenke, darunter eine Flasche Wein, Fensterreiniger und Kois für ihren Teich. Während Simon dies zunehmend unangenehm ist, sieht Robyn kein Problem darin. Gordon lädt beide in sein vermeintlich großes und elegantes Haus ein. Er nimmt einen Anruf entgegen und muss scheinbar plötzlich das Haus verlassen, was Simon verdächtig vorkommt. Als er wiederkommt, verlangt Simon von ihm, sich von seiner Familie fernzuhalten. Am nächsten Tag findet Robyn die toten Kois im Teich und ihr Hund ist verschwunden. Simon fährt zu Gordons Haus, um ihn zur Rede zu stellen, jedoch ist dieser nicht zuhause. In den folgenden Tagen hat Robyn das mulmige Gefühl, nicht allein zu sein, wenn Simon zur Arbeit geht. Nicht in der Lage zu schlafen, schleicht sich Robyn zu ihren Nachbarn und stiehlt ein verschreibungspflichtiges Medikament. Nach dessen Einnahme fällt sie in Ohnmacht.
Später kehrt der Hund wieder zurück und Gordon schickt dem Paar einen Brief, mit dem er um Entschuldigung bittet. Robyn ist von diesem Schreiben verwirrt, denn er spricht davon, dass er „bereit sei, die Vergangenheit ruhen zu lassen“. Simon gibt vor, keine Ahnung darüber zu haben, wovon Gordon spricht, ist aber bereit, Frieden zu schließen. Er vermutet, dass die Einnahme des Medikaments Robyn paranoid macht. Robyn wird schwanger. Bei einer Geschenkparty erzählt ihr Simons Schwester, dass seinerzeit Simon und sein Freund Greg behaupteten, dass Gordon von einem älteren Jungen sexuell missbraucht wurde. Deswegen wurde Gordon gemobbt und musste wegziehen. Robyn sucht Greg in seiner Praxis auf und befragt ihn zu diesem Vorkommnis. Greg gesteht, dass die Missbrauchsgeschichte von Simon erfunden wurde. Er beschreibt Simon als einen Mobber mit einer „richtig bösen Ader“. Als Ergebnis dieser Verleumdung hatte Gordons Vater gedacht, sein Sohn wäre schwul und er hätte ihn deswegen fast zu Tode geprügelt, bevor er ihn zum Militär schickte. Auf die Frage, warum Simon nur so etwas tun konnte, antwortet Greg: „Weil er es eben konnte.“
Robyn durchsucht Simons Schreibtisch und findet darin umfangreiche Informationen, die er über Gordon und einen Mann namens Danny McDonald eingeholt hat. Robyn findet auch heraus, dass Simon statt Danny befördert wurde, weil er ihn zuvor mit Informationen über einen früheren Job in Misskredit gebracht hatte. Robyn stellt Simon zur Rede, jedoch weist dieser jede Schuld von sich. Er wirft ihr wütend vor, sich diese Verbindungen nur einzubilden, da sie selbst zur Schulzeit gemobbt wurde. Auf Robyns Geheiß geht Simon zu Gordon und entschuldigt sich halbherzig. Dieser nimmt die Entschuldigung nicht an, worauf Simon ihn körperlich attackiert. Simon gibt eine Party zu seiner Beförderung. Diese wird von seinem Mitbewerber Danny unterbrochen, der ihn vor allen Anwesenden beschuldigt, die Informationen, die seine Karriere zerstört haben, nur erfunden zu haben. Robyn bekommt plötzlich Wehen, kommt ins Krankenhaus und wird von einem Sohn entbunden. Am nächsten Tag ruft Simons Vorgesetzter ihn an, der ihn darüber informiert, dass seine Verleumdung aufgedeckt wurde und er gefeuert ist. Auch Robyn kann ihrem Mann nicht mehr vertrauen und verlangt die Trennung.
Als Simon nach Hause zurückkehrt, findet er wieder ein Geschenk. Es enthält Filmmaterial, das zeigt, wie Gordon vermutlich einen sexuellen Missbrauch Robyns vorbereitet, die nach ihrem medikamentenbedingten Sturz ohnmächtig ist. Zur gleichen Zeit besucht Gordon Robyn im Krankenhaus, um ihr zu gratulieren. Einen Arm trägt er in einer Schlinge und er berichtet, dass Simon daran schuld ist, dass er verletzt sei. Simon rast zurück zum Krankenhaus, doch Gordon ist nicht zu finden. Er ruft Simon an und verspottet ihn, dass er möglicherweise seine Frau vergewaltigt habe. Zudem lässt er Zweifel darüber aufkommen, ob das Kind tatsächlich von ihm sei.
Robyn, außer sich vor Wut, lässt Simon nicht zum Baby. Simon bricht zusammen, als ihm klar wird, dass Ehe sowohl auch Karriere zerstört sind. Gordon beobachtet ihn dabei. Während er sich entfernt, zieht er seinen vermeintlich verletzten Arm aus der Schlinge.

## Kritik
Johannes Bluth findet es auf der Website Critic.de, „bemerkenswert“ wie es dem Film immer wieder gelinge „die Machtverhältnisse innerhalb der Handlung umzudrehen“. So entstehe „ein rissiges Panoptikum aus vorschnellen Eindrücken und Bewertungen“, das immer wieder in Frage stelle, „stets angereichert mit einer gehörigen Prise Paranoia“. Der Standard schreibt, der Film überzeuge „mit einer gehörigen Portion Suspense unter präziser Verwendung der üblichen Stilmittel“. Gemäß dem Tagesspiegel spiele „Edgerton seinen Gordo als scheinbar leidenschaftslose Figur, nett und gerade deshalb beängstigend“, aber Jason Bateman stehle „ihm die Show, wenn er sich vom einfühlsamen Ehemann in einen knallharten Schurken verwandelt“.

## Auszeichnungen
Sitges Festival Internacional de Cinema Fantàstic de Catalunya
- Bester Hauptdarsteller: Joel Edgerton

Fangoria Chainsaw Award
- Beste Nebenrolle: Joel Edgerton
- Bester Film (nominiert)
- Bestes Drehbuch (nominiert)

Directors Guild of America Award
- Bestes Erstlingswerk (nominiert)

Empire Award
- Bester Thriller (nominiert)

Saturn Award
- Bester Thriller (nominiert)